# 白州横手テレビ中継局
白州横手テレビ中継局（はくしゅうよこてテレビちゅうけいきょく）は、山梨県北杜市の旧白州町域に置かれているテレビ中継局。

## 概要
- 当中継局は、山梨県北杜市白洲町横手の一部をカバーしている。

## 中継局概要

### デジタルテレビ放送
| リモコン 番号 | 放送局名       | チャンネル 番号 | 空中線 電力 | ERP | 偏波面   | 放送対象 地域 | 放送区域 内世帯数 | 運用開始日     |
| 1             | NHK 甲府総合   | 26              | 50mW        | -   | 水平偏波 | 山梨県        | 320世帯           | 2010年 6月21日 |
| 2             | NHK 甲府教育   | 28              | 50mW        | -   | 水平偏波 | 全国          | 320世帯           | 2010年 6月21日 |
| 4             | YBS 山梨放送   | 31              | 50mW        | -   | 水平偏波 | 山梨県        | 320世帯           | 2010年 6月21日 |
| 6             | UTY テレビ山梨 | 24              | 50mW        | -   | 水平偏波 | 山梨県        | 320世帯           | 2010年 6月21日 |

- 所在地： 北杜市白州町横手字本村（白州山）
- 2010年5月21日に予備免許交付、6月18日に本免許が交付され、6月21日に本放送を開始した。

### アナログテレビ放送
| チャンネル 番号 | 放送局名       | 空中線 電力         | ERP                  | 偏波面   | 放送対象 地域 | 放送区域 内世帯数 | 運用開始日      |
| 44              | UTY テレビ山梨 | 映像100mW/ 音声25mW | 映像470mW/ 音声130mW | 水平偏波 | 山梨県        | -                 | 1978年 12月19日 |
| 46              | NHK 甲府教育   | 映像100mW/ 音声25mW | 映像470mW/ 音声130mW | 水平偏波 | 全国          | -                 | 1978年 12月19日 |
| 48              | NHK 甲府総合   | 映像100mW/ 音声25mW | 映像470mW/ 音声130mW | 水平偏波 | 山梨県        | -                 | 1978年 12月19日 |
| 50              | YBS 山梨放送   | 映像100mW/ 音声25mW | 映像470mW/ 音声130mW | 水平偏波 | 山梨県        | -                 | 1978年 12月19日 |

- 所在地： デジタルテレビ放送に同じ
- 2011年7月24日をもってすべて廃止された。